# Kirchheim unter Teck
Kirchheim unter Teck är en stad i Landkreis Esslingen i regionen Stuttgart i Regierungsbezirk Stuttgart i förbundslandet Baden-Württemberg i Tyskland. Kommunen har cirka 42 200 invånare.
Kommunen ingår i kommunalförbundet Verwaltungsgemeinschaft der Stadt Kirchheim unter Teck tillsammans med kommunerna Dettingen unter Teck och Notzingen.

## Galleri

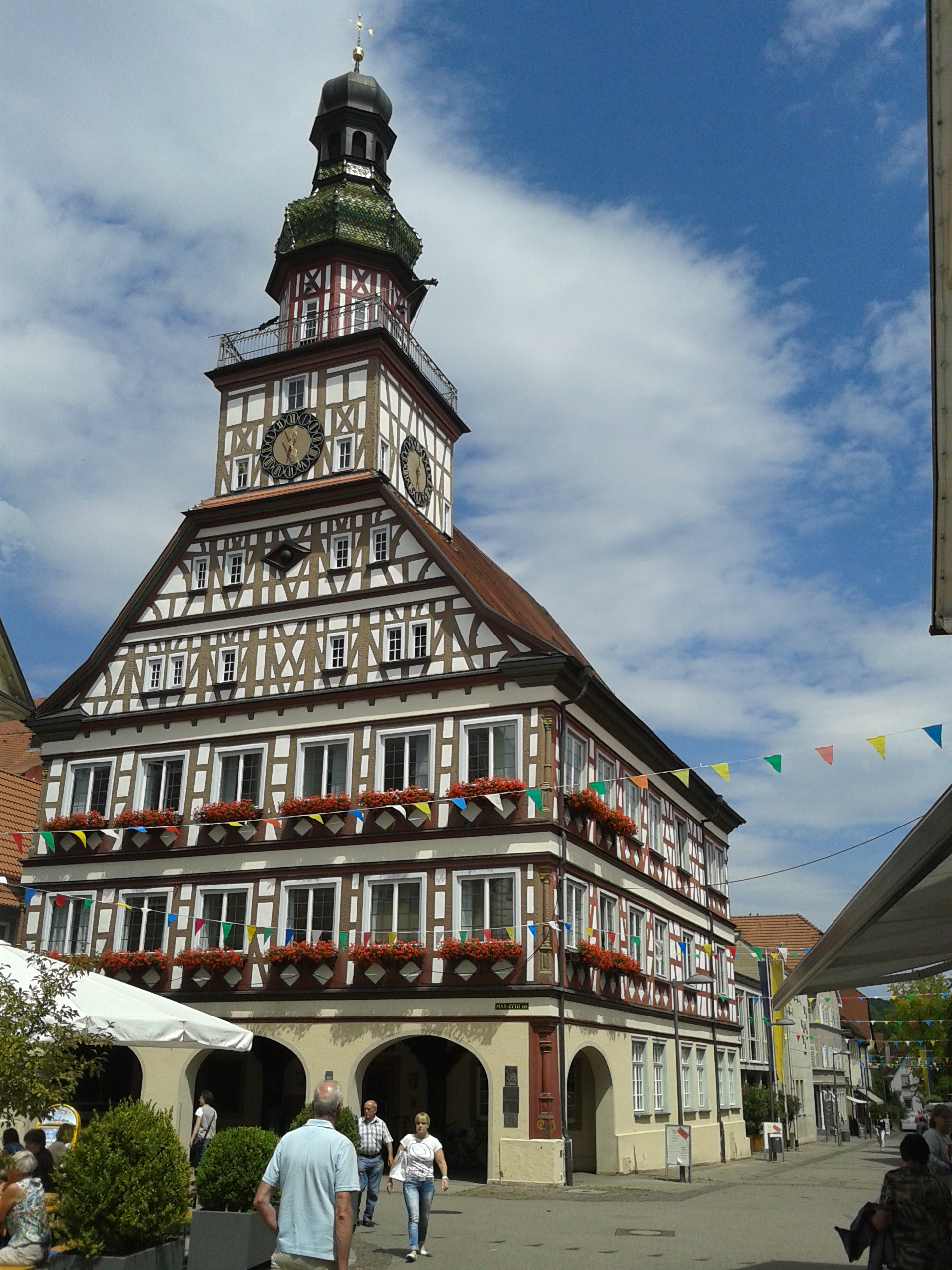
Rådhuset.
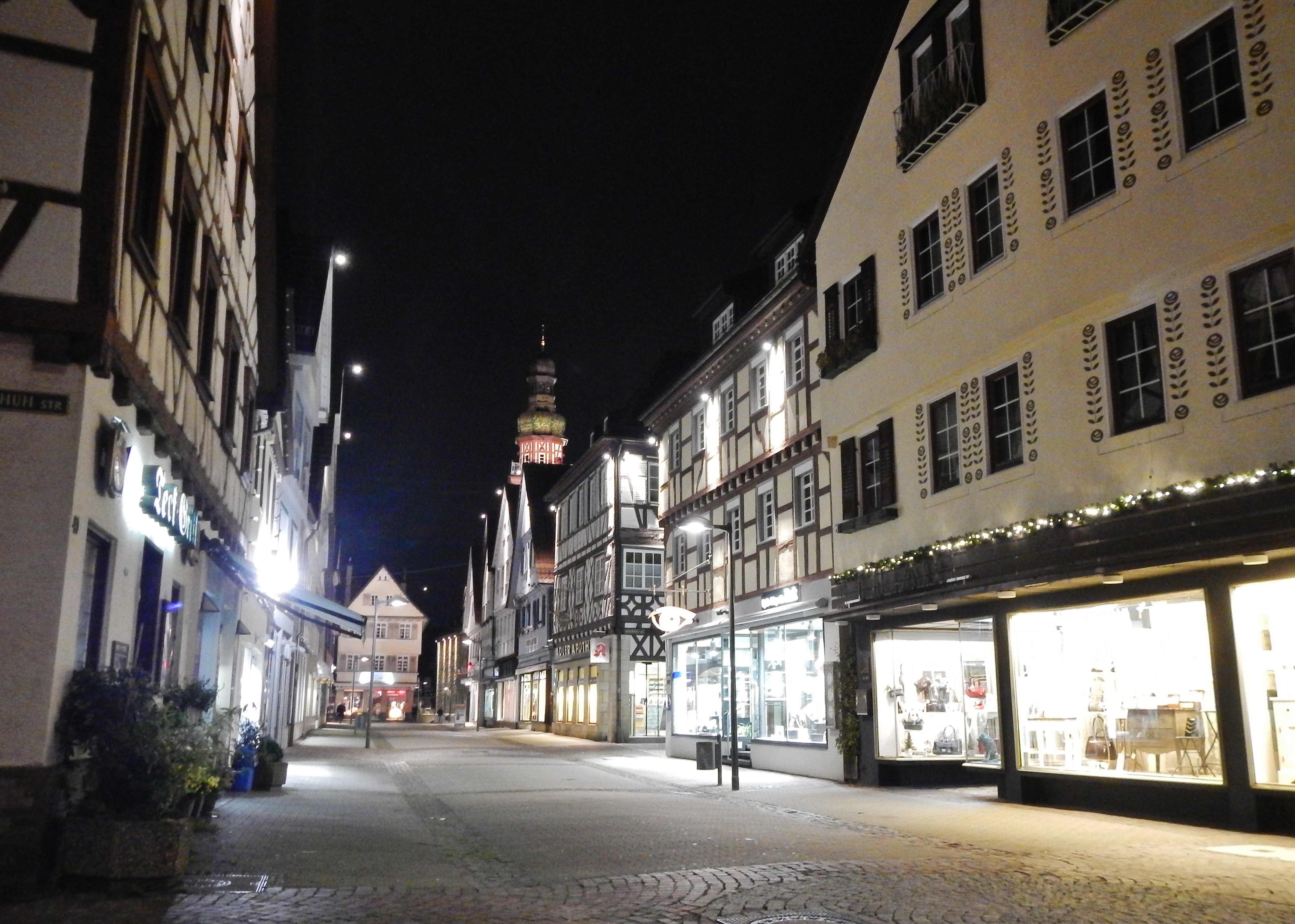
Max-Eyth-Straße.
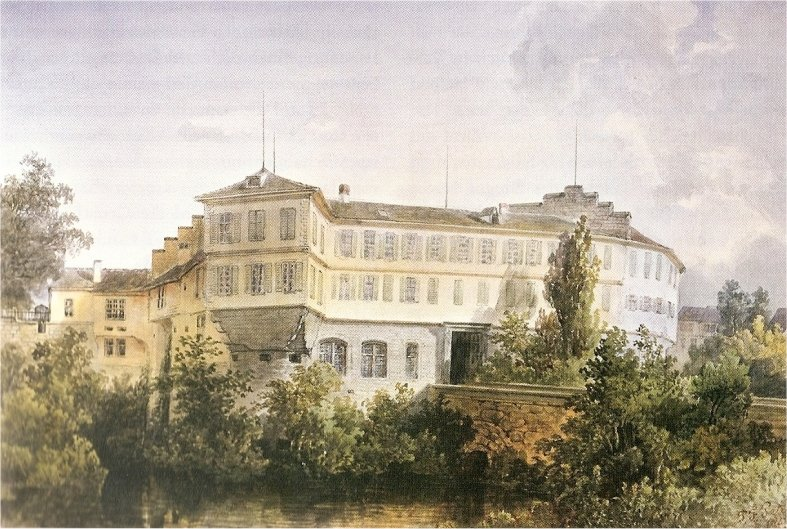
Schloss Kircheim. Akvarell från 1851.
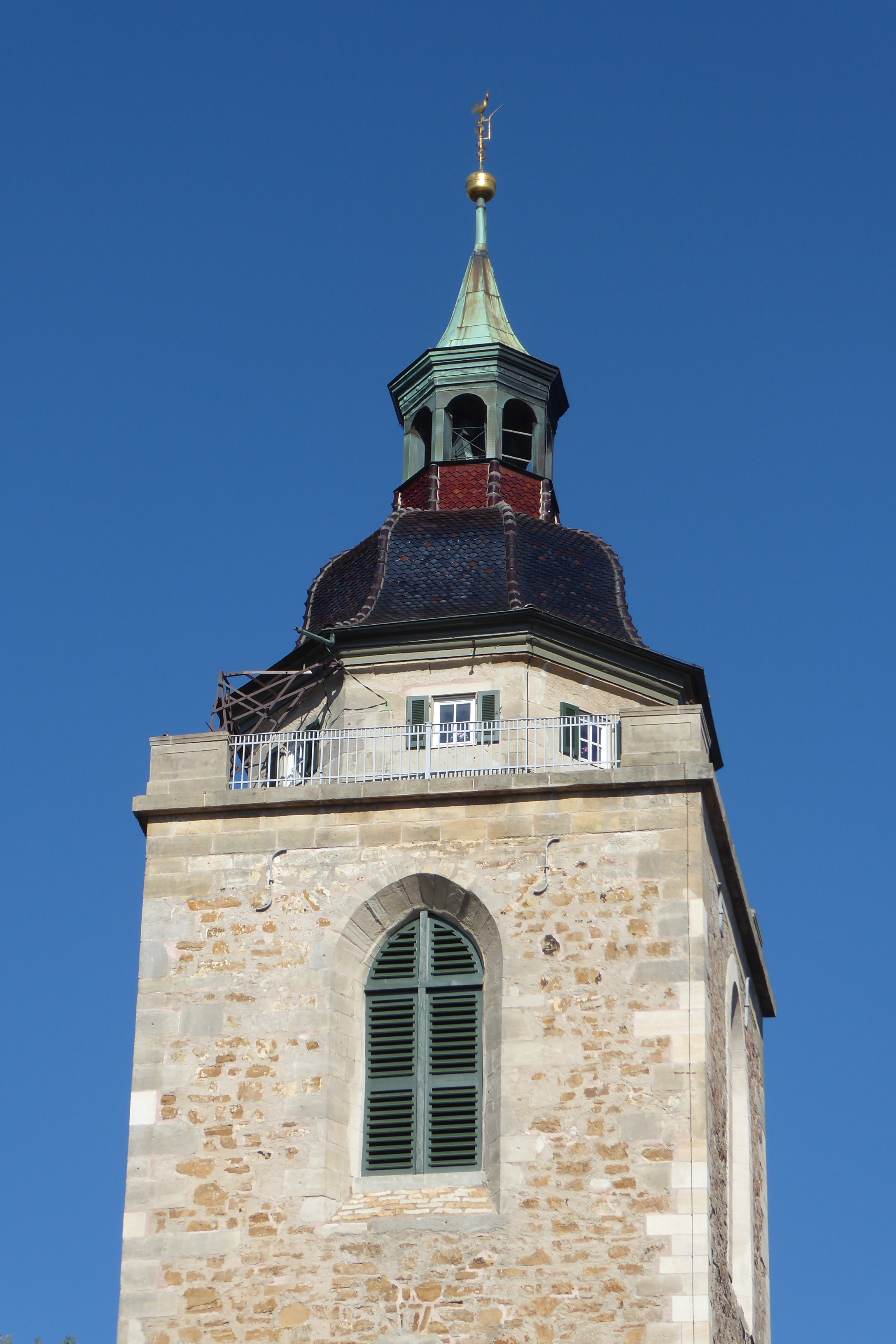
Martinskirche.